# Cerianite-(Ce)
La cerianite-(Ce) è un minerale relativamente raro del tipo degli ossidi metallici, del gruppo dell'Uraninite, contenente cerio e torio allo stato di ossidazione +4 e avente formula chimica (Ce,Th)O2.